# Pacto de Biak-na-Bató
El Pacto de Biak-na-Bató, firmado el 14 de diciembre de 1897, fue un acuerdo entre las facciones rebeldes filipinas y las tropas españolas durante la revolución llevada a cabo por la sociedad secreta Katipunan, fundada por Andrés Bonifacio contra el gobierno español que puso fin a la primera parte de su insurrección.

## Antecedentes

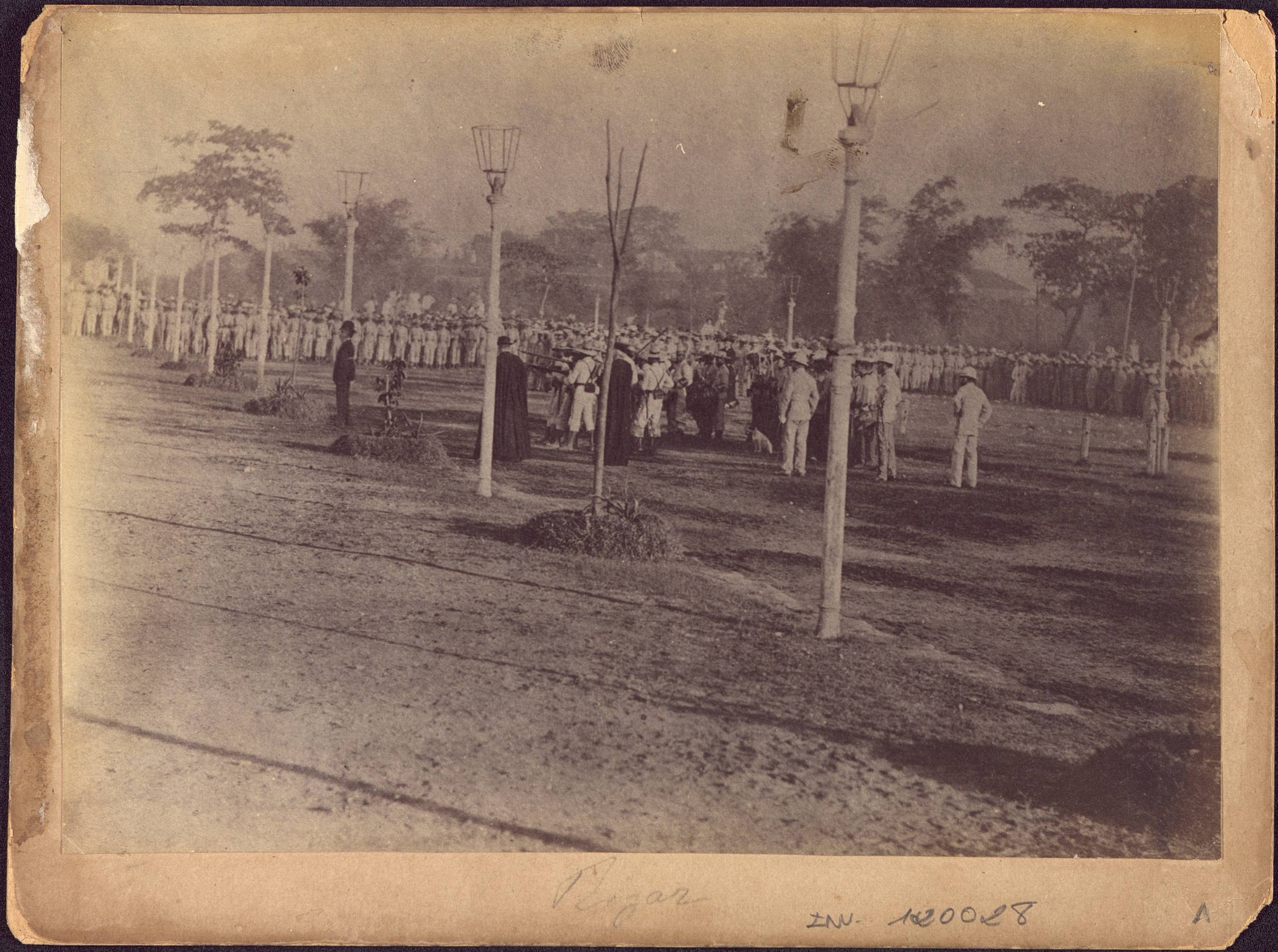
Fusilamiento de José Rizal.

Tras siglos de dominación española, en agosto de 1896, el Katipunan inicia la revolución contra el gobierno español, con el fin de obtener la independencia. A finales de mes, se levantan varias poblaciones de la Provincia de Cavite, declarando la independencia de Filipinas. Una de las órdenes de alistamiento firmadas por Emilio Aguinaldo, cayó en manos del Gobernador Político-Militar de la provincia, Fernando Parga, ordenando éste al Capitán General, Ramón Blanco y Erenas, que sofocara la insurrección.

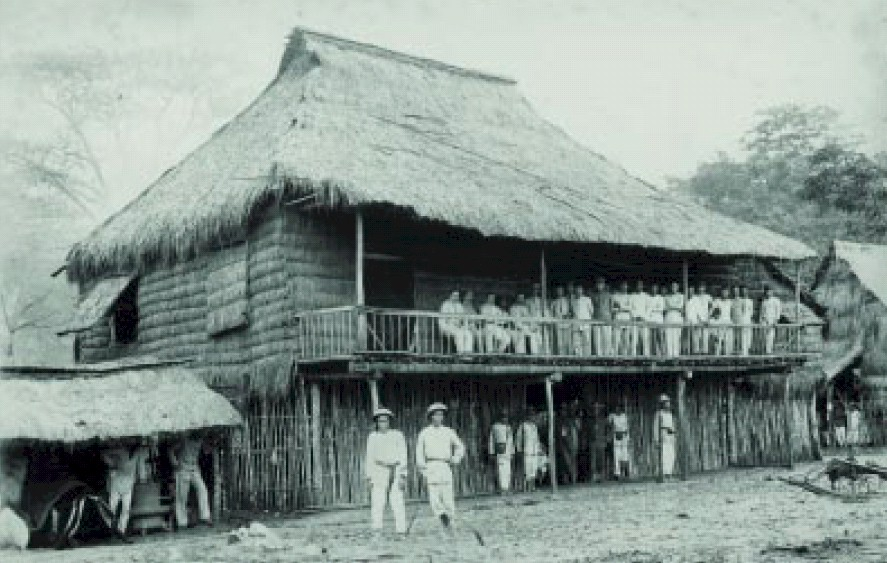
Campamento de Aguinaldo en el barrio de San Miguel de Mayumo, Bulacán, Biak-na-Bató.

El 30 de diciembre de ese año, José Rizal acusado como responsable de la revolución, por ser el presidente honorario del Katipunan, es fusilado, hecho que lejos de apaciguar a los insurgentes, los reafirma en sus propósitos.
En abril de 1897, Camilo Polavieja es relevado por Fernando Primo de Rivera, general que intensifica las acciones contra los rebeldes, obligándolos a refugiarse en las montañas. En junio, Emilio Aguinaldo, instala su cuartel general en la sierra de Biak-na-Bató, proclamando el primer gobierno filipino. A finales de año, el incremento en el reclutamiento en España y las divisiones entre los partidarios de Andrés Bonifacio y los partidarios de Aguinaldo, permiten a las tropas gubernamentales recuperar varias plazas en Cavite.

## Condiciones del pacto

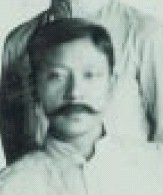
Pedro Paterno.

Durante meses, el abogado Pedro Alejandro Paterno, que actúa como intermediario entre las distintas partes, viaja entre Manila y Biak-na-Bató, con el fin de elaborar un acuerdo que queda finalmente por él mismo y por Fernando Primo de Rivera, el 14 de diciembre de 1897 en los siguientes términos:
- Aguinaldo y los líderes que decidieran seguirlo, establecerían su residencia en Hong Kong y recibirían 800.000 pesos, como indemnización. Un primer plazo de 400.000 pesos, debía ser abonado al entregarse las armas de Biak-na-Bató. Los 200.000 siguientes, cuando las armas entregadas llegaran a 800 y el resto, cuando la cifra alcanzara las 1000, tras cantarse el Te Deum, en la catedral de Manila, en acción de gracias.
- Todo el dinero debería ser entregado a Aguinaldo, que, junto a sus compañeros quedaría en completa libertad.
- Primo de Rivera debería enviar dos hombres a Biak-na-Bató como prisioneros, que serían liberados al llegar Aguinaldo a Hong Kong y abonarse el primer pago.
- Debía concederse a Filipinas una autonomía política y administrativa, similar a la que se otorgaría a Cuba y Puerto Rico, suprimiéndose las Corporaciones religiosas. Sin embargo, la idea autonómica cayó en el olvido tras el reinicio de las hostilidades contra los revolucionarios filipinos y, a partir de 1898, contra los estadounidenses.

De lo pactado, Primo de Rivera sólo cumplió con el primer pago, enviando una carta a Aguinaldo, por medio de su sobrino, Miguel Primo de Rivera, en la que le informaba de que no podría volver a Filipinas.

## Tras la firma

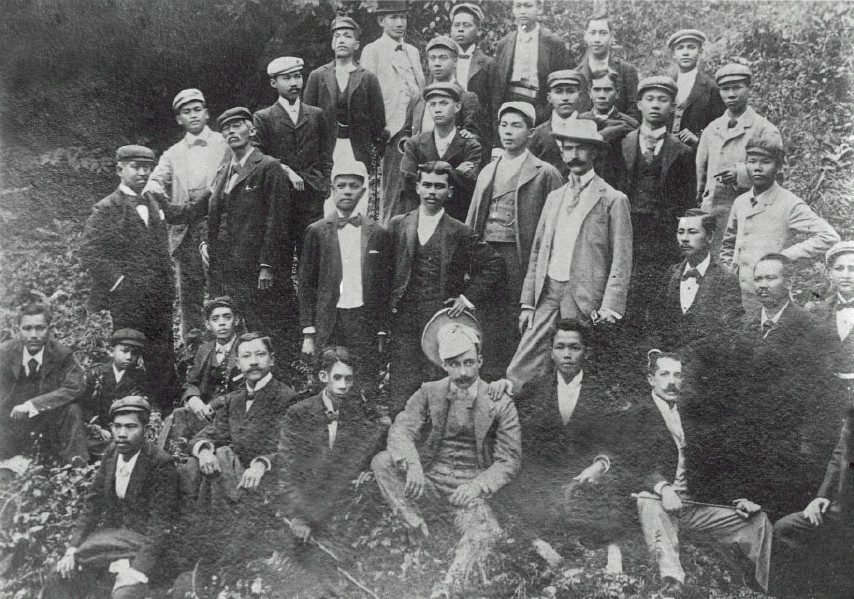
Emilio Aguinaldo, en Hong Kong, con sus hombres.

- Isabelo Artacho parte con la convención de paz aprobada por el Gobernador General el 14 de diciembre.
- El día 16 de diciembre, Emilio Aguinaldo transmite las órdenes de pacificación.
- Pedro Alejandro Paterno sale de San Miguel de Mayumo junto a los generales Celestino Fernández Tejeiro y Ricardo Monet, miembros del equipo del gobernador general, y su sobrino, el teniente coronel Miguel Primo de Rivera, el 23 de diciembre.
- El 24 de diciembre, la comitiva llega a Biak-na-Bató y es recibida y escoltada por Isabelo Artacho y José Salvador Natividad al cuartel general secreto de Aguinaldo en la Cueva del Murciélago.
- Aguinaldo, el 25 de diciembre, parte de Biak-na-Bató con sus hombres y los rehenes hacia Lingayén, donde el gobierno español ha puesto a su disposición un vapor de transporte para llevarlos a Hong Kong. A la salida, el gobierno español debe entregar a Baldomero Aguinaldo, a través de Pedro Paterno, un cheque a la orden, del Banco Hispano-Filipino, para cobrar 400.000 pesos en un banco de Hong Kong.[4]